# Heian Yondan
Heian Yondan (平安四段 Heian Yondan?, “paz y tranquilidad, nivel 4”) es el cuarto kata de la serie de katas Heian del estilo Shotokan de karate. Fue creada por Ankō Itosu a principios del siglo XX.

## Historia
Este kata, como el resto de la serie Heian fue adaptado por Ankō Itosu del kata Kankū Dai a principios del siglo XX.

## Estructura
Es el primer kata de Heian que introduce patadas en gran número.
Contiene 27 movimientos y dos kiai.

### Diagrama (embusen)
El embusen de este kata es muy sencillo, al igual que el resto de las Heian. Prácticamente se asemeja a una I mayúscula.

### Posiciones (dachi)
- Kokutsu dachi
- Zenkutsu dachi
- Kosa dachi

### Defensas (uke)
- Ude uke
- Yuji uke
- Morote uke
- Shuto uke
- Kakiwake uke

### Ataques directos (tsuki)
- Oi tsuki
- Gyaku tsuki

### Ataques indirectos (uchi)
- Uraken uchi
- Enpi uchi
- Shuto uchi
- Morote kubi osae[2]

### Patadas (geri)
- Yoko geri
- Mae geri
- Hiza geri

## Puntos importantes

### Enpi uchi
Existe la tendencia a golpear con la mano de delante al codo cuando se realiza el enpi uchi, sin embargo la técnica consiste en lo contrario, golpeando con el enpi uchi ayudándose de la potencia de la cadera (la cual hay que girar hacia delante para ganar potencia).

## Aplicaciones (bunkai)

### Morote kubi osae
Esta técnica es muy gráfica, pues consiste en agarrar con ambas manos el cuello del adversario y, al mismo tiempo que se bajan las manos se levanta la rodilla (hiza geri), golpeando con esta la cabeza del adversario.

### Equivalencias entre estilos
Este kata también se encuentra presente en otros estilos de karate, con distinto nombre y algunas diferencias en su ejecución.
- Heian Yondan: Shotokan.
- Pinan Yondan: Shitō-ryū, Shōrin-ryū, Wadō-ryū, Gensei-ryū, Kyokushin kaikan, Ryukyu Kempo, Shindō jinen-ryū, Shukokai.
- Pyung ahn sa dan: Tang Soo Do (karate coreano).[3][4]
- Pinan sono yon: Kyokushinkai.

### Vídeos
- Heian Yondan, por Hirokazu Kanazawa en YouTube.
- Heian Yondan, por Yoshiharu Osaka con Masatoshi Nakayama en YouTube.
- Heian Yondan, por Yoshinobu Ohta en YouTube.
- Heian Yondan, por alumnos de la JKA en los 60 en YouTube.

### Webs
- Heian Yondan. Embusen, dibujo y vídeo

- Datos: Q357512